# Ferdinand Gregori

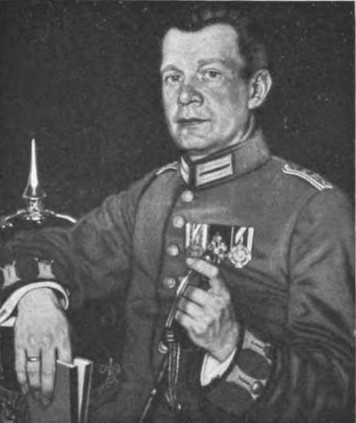
Ferdinand Gregori (um 1916)

Ferdinand Gregori (* 13. April 1870 in Leipzig; † 12. Dezember 1928 in Berlin) war ein deutscher Schauspieler, Schriftsteller und Schauspiellehrer.

## Wirken am Theater
Der Sohn eines Buchdruckerei-Besitzers studierte mehrere Semester Naturwissenschaften und Medizin, ehe er sich 1891 der Schauspielkunst zuwandte. Sein Debüt gab er am Stadttheater von Magdeburg. Bis er 1895 von Otto Brahm an das Deutsche Theater nach Berlin geholt wurde, wirkte Gregori an Spielstätten in Lübeck und Barmen und leistete unmittelbar vor seinem Antritt in der Reichshauptstadt seinen einjährigen Militärdienst ab.
Weitere Verpflichtungen brachten ihn von 1898 bis 1901 an das Schiller-Theater in Berlin. Im März 1901 wurde er von Paul Schlenther ans Burgtheater in Wien geholt und blieb dort bis 1910. In dieser Zeit wurde Gregori zum k.u.k.-Hofschauspieler ernannt und als Leiter der k.u.k. Akademie für Musik und darstellende Kunst verpflichtet. Im Jahre 1910 nahm er den Ruf als Intendant an das Hoftheater Mannheim an. „In weniger als zwei Jahren stellte sich leider heraus, dass Mannheim für die idealistischen Pläne, die sein neuer Intendant mit ihm vorhatte, noch nicht reif war.“ Bei seiner Rückkehr nach Wien kam er allerdings nicht einmal mehr als Schauspieler am Burgtheater unter. Zu Beginn des Ersten Weltkriegs, 1914 bis 1916, wurde Gregori eingezogen und tat als Offizier und Ausbilder von Rekruten in Dresden seinen Dienst; dann kehrte er nach Berlin zurück. Max Reinhardt hatte ihn als Schauspieler, Regisseur und Lehrer an das Deutsche Theater gezogen. Allerdings widmete sich Gregori mehr seiner Arbeit als Lehrer und verfolgte intensiver seine Neigungen zur Literatur. Als Schauspieler bekam man ihn nur selten zu sehen.
Gregoris Rollenpalette umfasste schon früh das gesamte Repertoire klassischer Helden- und Charakterpartien -- durchgehend Hauptrollen. Er spielte unter anderem den Hamlet, den Karl Moor, den Wilhelm Tell, den Rudolf von Habsburg, Nathan den Weisen, den Marquis Posa sowie den Mephisto im Faust. Im letztgenannten Bühnenklassiker Goethes brillierte er auch in der Titelrolle. Es sollte Gregoris größter Erfolg werden. In einer Kritik aus dem Jahre 1900 hieß es: Er bot „eine Leistung von größter Abgeklärtheit“. Und Kritiker Heinrich Hart vermerkte: „Sein Faust ... ist eine Schöpfung hohen und edlen Stils, eine durchaus Goethe würdige. Mit dem Geist der Dichtung hat sich der Darsteller, der an Innerlichkeit und psychologischem Feingefühl kaum einen Vergleich zu scheuen hat, aufs Tiefste erfüllt.“

## Arbeit als Schauspiellehrer und Autor
Schon während seiner Zeit am Burgtheater in Wien engagierte sich Gregori als Lehrer. Zu seinen bekanntesten Schülern aus dieser Zeit zählen Maria Fein, Fritz Kortner, Maria Orska und Ellen Richter.
Nach Ende des Ersten Weltkriegs widmete sich Gregori – obwohl noch immer als Schauspieler am Deutschen Theater verpflichtet und überdies im Schauspiel-Vorstand dieser wichtigsten deutschen Bühne vertreten – fast ausschließlich der Tätigkeit als Lehrer. Er unterrichtete an der Schauspielschule des Deutschen Theaters und erhielt bald eine Professur am Theaterwissenschaftlichen Institut. Zu seinen bekanntesten Schülern aus dieser Zeit zählen Kurt Horwitz, Gerhard Just, Walter Richter und Eduard Wandrey.
Gregori, der nur kurzzeitig (in den Jahren gleich nach dem Ersten Weltkrieg) für Filmrollen zur Verfügung gestanden hatte, verfasste seit den 1890er Jahren auch mehrere Schriften zum Thema Theater und Schauspielkunst. Zudem veröffentlichte er Kritiken zu deutscher Lyrik in Fachzeitschriften. So erschienen u. a. im Max Hesses Verlag, Leipzig, die von ihm gesammelten Lyrischen Andachten unter dem Titel Natur- und Liebesstimmungen deutscher Dichter.

## Filmografie
- 1919: Die Frau im Käfig
- 1921: Verlogene Moral
- 1922: Herzog Ferrantes Ende

## Werke
- 1894: Shakespeares Hamlet im Lichte einer neuen Darstellung
- 1899: Das Schaffen des Schauspieler
- 1902: Bernhard Baumeister
- 1903: Schauspieler-Sehnsucht
- 1904: Josef Kainz
- 1905: An goldenen Tischen
- 1909: Michelangelo
- 1913: Maskenkünste
- 1913: Selbstverständliches und Nachdenkliches aus einer Theaterleitung
- 1919: Der Schauspieler (Aus Natur und Geisteswelt. Sammlung wissenschaftlich-gemeinverständlicher Darstellungen)
- 1923: Droste-Hülshoff
- 1924: Deutsche Bühnenkunst